# Labienus kjellanderi
Labienus kjellanderi là một loài bọ cánh cứng trong họ Passalidae. Loài này được Endrodi miêu tả khoa học năm 1967.